# 叙奇·拉约什 (足球运动员)
叙奇·拉约什（匈牙利語：Szűcs Lajos，1943年12月10日—2020年7月12日），匈牙利男子足球运动员。他曾代表匈牙利参加1968年和1972年夏季奥林匹克运动会足球比赛，共获得一枚金牌和一枚银牌。